# Ocinebrellus inornatus
Ocinebrellus inornatus — вид морских брюхоногих моллюсков из семейства Мурициды отряда Neogastropoda.
Высота раковины до 46, диаметр до 28 мм. Она толстостенная, с 6 оборотами, окрас серый, желтый, коричневатый или бурый. Скульптура состоит из осевых линий роста и приподнятых, заостренных, расставленных складок, покрытых тесно лежащими, закругленными, спиральными ребрами. Устье с белой полосой по краю, желтое или лиловое изнутри. Обитает в восточной части Тихого океана в Японском и Жёлтом морях, у берегов Южного Приморья, Японии, южных Курил и у южных берегов Сахалина. Были случайно завезены к берегам США и Европы, где стали инвазивными видами-вредителями. Бентосное животное, встречается на скалистых, каменистых и ракушечных грунтах от нижней литорали до 5—7 метровой глубины. Хищники, поедают различных двухстворчатых моллюсков.